# Баженова, Елена Петровна
Еле́на Петро́вна Баже́нова (26 октября [8 ноября] 1904 — 1980) — советский монтажёр фильмов.

## Биография
Родилась 26 октября (8 ноября) 1904 года.
Работала монтажёром на киностудии «Ленфильм».
Была замужем за звукооператором художественного кино А. А. Шаргородским (1907—1986).
Ушла из жизни в 1980 году. Похоронена в Ленинградском крематории. Рядом погребён прах её мужа и сына.

## Фильмография
1. 1933 — Моя Родина
2. 1936 — Депутат Балтики
3. 1938 — Комсомольск (совм. с Н. Бугровой)
4. 1939 — Танкисты
5. 1939 — Член правительства
6. 1942 — Его зовут Сухэ-Батор
7. 1944 — Малахов курган
8. 1946 — Во имя жизни
9. 1948 — Драгоценные зёрна
10. 1950 — Огни Баку
11. 1954 — Герои Шипки
12. 1955 — Дело Румянцева
13. 1958 — Дорогой мой человек
14. 1958 — Последний дюйм
15. 1960 — Дама с собачкой
16. 1960 — Мост перейти нельзя
17. 1961 — Горизонт
18. 1967 — Женя, Женечка и «катюша» (совм. с В. М. Нестеровой)
19. 1969 — Белый флюгер

## Признание и награды
- Медаль «За трудовое отличие» (6 марта 1950) — за выдающиеся заслуги в развитии советской кинематографии, в связи с 30-летием[2].

Принимала участие в работе над фильмами, которые получили признание в СССР и за рубежом:
- 1936 — Депутат Балтики — Гран-при на конкурсе фильмов на Всемирной Парижской выставке в 1937 году. Латунная медаль на VII МКФ в Венеции, Италия (1946).
- 1955 — Дело Румянцева — Приз борьбы за нового человека на IX МКФ в Чехословакии в 1956 году.
- 1958 — Дорогой мой человек — Вторая премия фильму на II ВКФ (1959). Фильм вышел на второе место по итогам конкурса журнала «Советский экран» на лучший фильм 1958 года (1959).
- 1958 — Последний дюйм — Второй приз за фильм для детей и юношества на III ВКФ (1960).
- 1960 — Дама с собачкой — Специальная премия за гуманизм на XIII МКФ в Канне, Франция (1960). Фильм признан одним из выдающихся кинопроизведений на МКФ лучших фильмов в Лондоне, Великобритания (1960). Фильм признан лучшим иностранным фильмом, показанным в Лондоне в 1962 году, а также на экранах Швеции в 1962 году.